# 31. oklepni polk (Italija)
31. oklepni polk je oklepni polk (Kraljeve) Italijanske kopenske vojske.

## Zgodovina
Med drugo svetovno vojno je polk deloval v Jugoslaviji in Severni Afriki.